# Mäntysaari (ö i Laukas, Kynsivesi)
Mäntysaari är en ö i Finland. Den ligger i norra delen av sjön Kynsivesi och i kommunen Laukas i den ekonomiska regionen  Jyväskylä  och landskapet Mellersta Finland, i den centrala delen av landet, 260 km norr om huvudstaden Helsingfors. Öns area är 27,1 hektar och dess största längd är 1,2 kilometer i nord-sydlig riktning.